# Гончаров, Иван Иванович
Иван Иванович Гончаров (1925 — 1972) — советский военнослужащий, участник Великой Отечественной войны, полный кавалер ордена Славы, командир пулемётного отделения 1-го мотострелкового батальона 35-й гвардейской механизированной бригады, сержант — на момент представления к награждению орденом Славы 1-й степени.

## Биография
Родился в 1925 году в селе Николаевка Поспелихинского района Рубцовского округа Сибирского края (сейчас Поспелихинский район Алтайского края) в семье крестьянина. После окончания семилетки работал кузнецом в колхозе.
В Красную Армию был призван в 1943 году, после обучения на командира пулемётного отделения в марте 1944 года рядовым был отправлен на фронт.
Уже в этом же месяце был представлен к награде: в боях на подступах к городу Скалат Тернопольская области был ранен, но поля боя не покинул, продолжал командовать отделением до подхода стрелковый подразделений. В мае 1944 года награждён орденом Славы 3 степени.
Орден Славы 2 степени уже младшим сержантом получил в боях за польский город Мнюв, в рукопашном бою уничтожил пятерых гитлеровцев, а его пулемётное отделение этом бою уничтожило 15 вражеских солдат и офицеров. Награждён в феврале 1945 года.
Третий орден Славы получил за бои за города Кетцин и Потсдам на территории Германии в звании сержанта — за захват и удержание плацдарма на реке Хафель (Гафер), уничтожение вражеской силы и техники. Награждён уже после окончания Великой Отечественной войны — в июне 1945 года.
В 1952 году Гончаров в звании старшины был демобилизован. Жил в рабочем посёлке (сейчас село) Поспелиха Алтайского края, работал начальником районного штаба гражданской обороны.
Умер в 1972 году. В селе Поспелиха в 1975 году его именем названа одна из улиц, установлен бюст. Его имя увековечено на Мемориале Славы в г. Барнауле.